# Warner Bros. Studio Tour London – The Making of Harry Potter
Warner Bros. Studio Tour London - The Making of Harry Potter é uma exposição e tour pelos estúdios de Leavesden, localizados no sudeste da Inglaterra. Propriedade da Warner Bros., a atração é gerida pela divisão Studio Tours da empresa. Situado dentro dos estúdios Warner Bros. de Leavesden, próximos a Watford, em Hertfordshire, o tour oferece uma exposição permanente de trajes, objetos de cena e adereços originais usados na produção dos filmes de Harry Potter, além de apresentar os efeitos visuais usados nos bastidores. A visita ocorre nos estúdios J e K, especialmente construídos para a atração, e é separada das áreas de produção do estúdio.

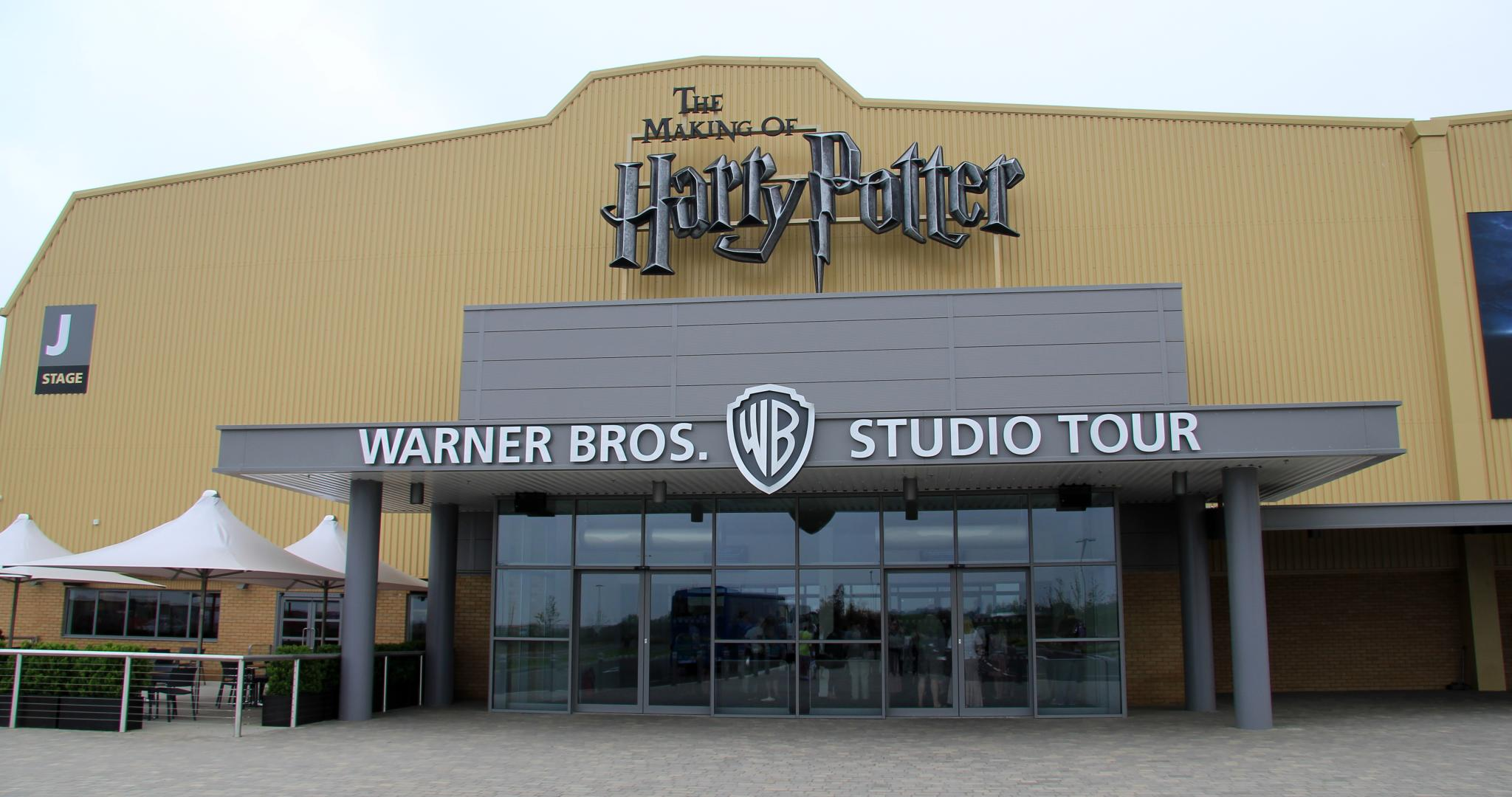
A entrada para o estúdio The Making of Harry Potter no Warner Bros. Studios

A exposição foi aberta ao público em 2012 e desde então recebe até 6.000 visitantes por dia nos horários de pico. O website TripAdvisor relatou que o Warner Bros. Studio Tour London - The Making of Harry Potter tem sido a atração mais bem avaliada mundialmente todos os anos desde a sua inauguração.

## História
O Aeródromo de Leavesden foi um aeródromo britânico estabelecido em 1940 pela de Havilland Aircraft Company e pelo Ministério do Ar na pequena cidade de Leavesden, entre Watford e Abbots Langley, em Hertfordshire. Foi um importante centro de produção de aeronaves durante a Segunda Guerra Mundial. No final da guerra, o Campo de Aviação de Leavesden era, em volume, a maior fábrica do mundo.
Após a guerra, a Rolls-Royce adquiriu o aeródromo, que permaneceu em operação até a década de 1990, quando foi abandonado.
Em 1994, a produção do filme de James Bond descobriu o campo de aviação desocupado e o alugou para filmar 007 contra GoldenEye.
Em 1999, a Heyday Films alugou o local para a produção dos filmes de Harry Potter. Nos dez anos seguintes, todos os filmes da franquia foram filmados ali, além de outras produções importantes da Warner Bros. A série de Harry Potter acabou se tornando a franquia cinematográfica de maior sucesso da história.
Enquanto o oitavo e último filme, Harry Potter e as Relíquias da Morte – Parte 2, se aproximava da conclusão, em 2010, a Warner Bros. anunciou sua intenção de comprar o estúdio como uma base permanente na Europa. Em novembro do mesmo ano, a Warner Bros. finalizou a compra do Leavesden Studios e anunciou planos de investir mais de £100 milhões no local, onde esteve por mais de dez anos, o rebatizando como Warner Bros. Studios Leavesden.
Como parte do processo de reestruturação, a Warner Bros. também criou dois novos estúdios de gravação, J e K, para abrigar a exposição permanente Warner Bros. Studio Tour London – The Making of Harry Potter, gerando 300 novos empregos na região. Atualmente, toda a atração é dedicada à produção de Harry Potter e abriga muitos dos cenários, adereços e trajes da série.

## Inauguração
Em 31 de março de 2012 foi aberto ao público. O evento de inauguração contou com a presença de vários membros do elenco e da equipe da série de filmes de Harry Potter, incluindo Rupert Grint, Tom Felton, Bonnie Wright, Evanna Lynch, Warwick Davis, David Thewlis, Helen McCrory, George Harris, Nick Moran, Natalia Tena, David Bradley, Alfred Enoch, Harry Melling, os produtores David Heyman e David Barron, e os diretores David Yates, Alfonso Cuarón e Mike Newell. Desde 2020, os fãs de Harry Potter podem adquirir a bebida Cerveja Amanteigada engarrafada exclusivamente na atração.

## Tour
Cada sessão do tour geralmente dura três horas e meia, e a atração tem capacidade para receber até 6.000 visitantes diariamente. Embora a Warner Bros. seja o estúdio responsável por Harry Potter, o tour não é considerado um parque temático, pois a licença para isso foi vendida para a Universal Studios. Os visitantes têm a oportunidade de ver de perto os detalhes e o esforço envolvidos na produção de um grande filme, como os da série Harry Potter.
Embora o tour padrão seja autoguiado, permitindo que os visitantes aproveitem a experiência no seu próprio ritmo, há tours guiados disponíveis por um custo adicional. Visitantes com algumas deficiências podem, no entanto, ter acesso a certos tours guiados sem custo extra, caso entrem em contato com a atração com antecedência.
O Beco Diagonal está disponível para ser explorado virtualmente no Google Street View.
Há também um sistema de ônibus gratuito para os visitantes do tour, operando entre a estação Watford Junction e o Studio Tour.

## Prêmios
O Warner Bros. Studio Tour London – The Making of Harry Potter conquistou diversos prêmios desde sua abertura, incluindo:
- Thea Award 2013 por Realização Excepcional[19]
- Telly Award 2013 por Edição[20]
- Certificado de Excelência do Trip Advisor 2013[21]
- Prêmio UKinbound 2013 por Atração Individual do Ano[22]
- Prêmio Event Technology Silver Award 2012 por Melhor Uso de Tecnologia Portátil[23]
- Prêmio UK Customer Experience Award 2012 por Melhor Experiência de Lazer e Varejo[24]
- Prêmio Group Leisure Award 2012 por Melhor Atração do Reino Unido[25]

O tour também recebeu prêmios por seu design de iluminação, incluindo o IES Illumination Award of Merit 2013 e o Lighting Design Award 2013 por Iluminação para Lazer.
Além disso, o tour foi nomeado um dos "Top 10 Projetos de Design de Entretenimento Mais Inovadores de 2012" pelo site EntertainmentDesigner.com.

## Galeria de imagens

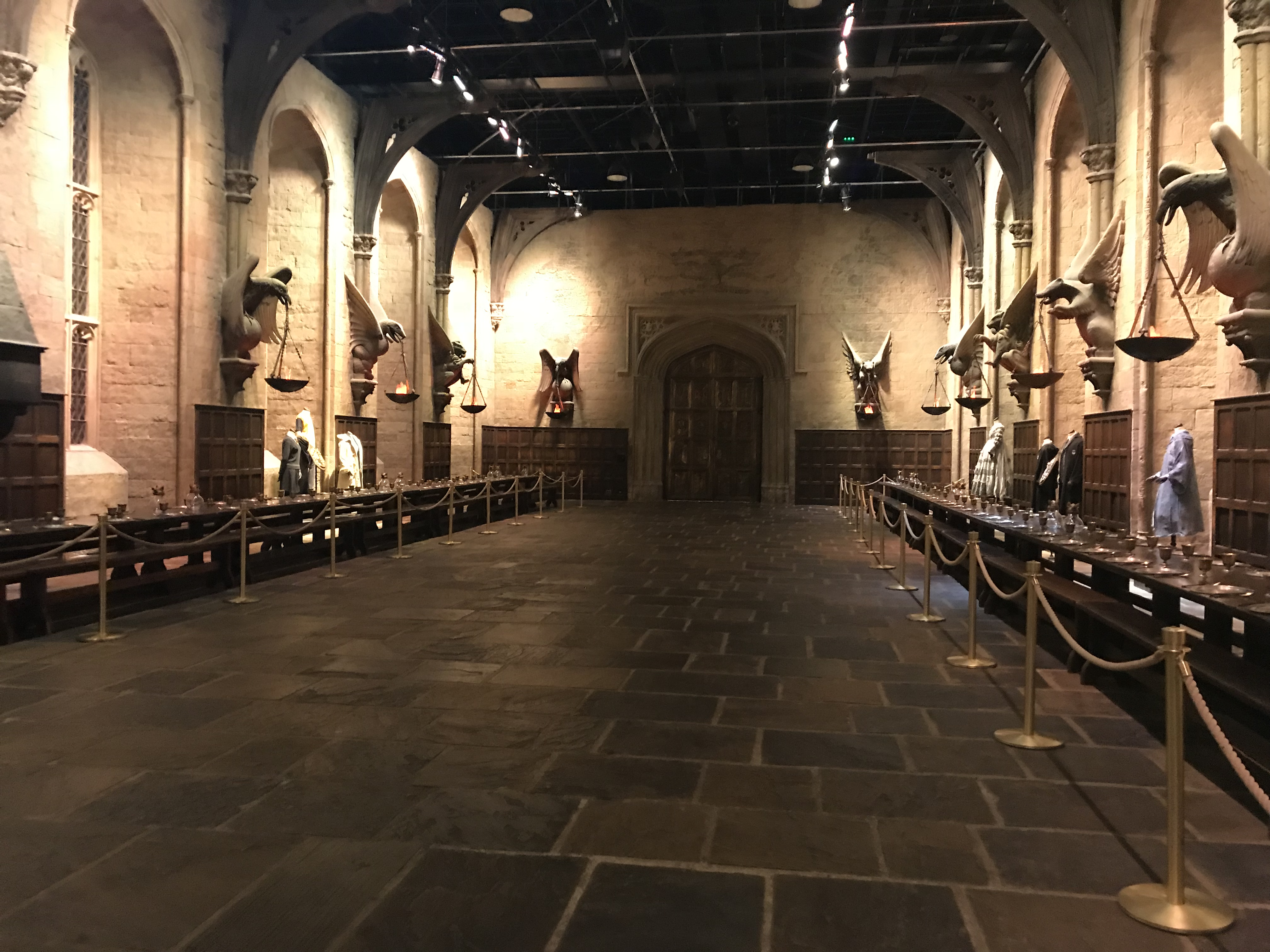
O Salão Principal
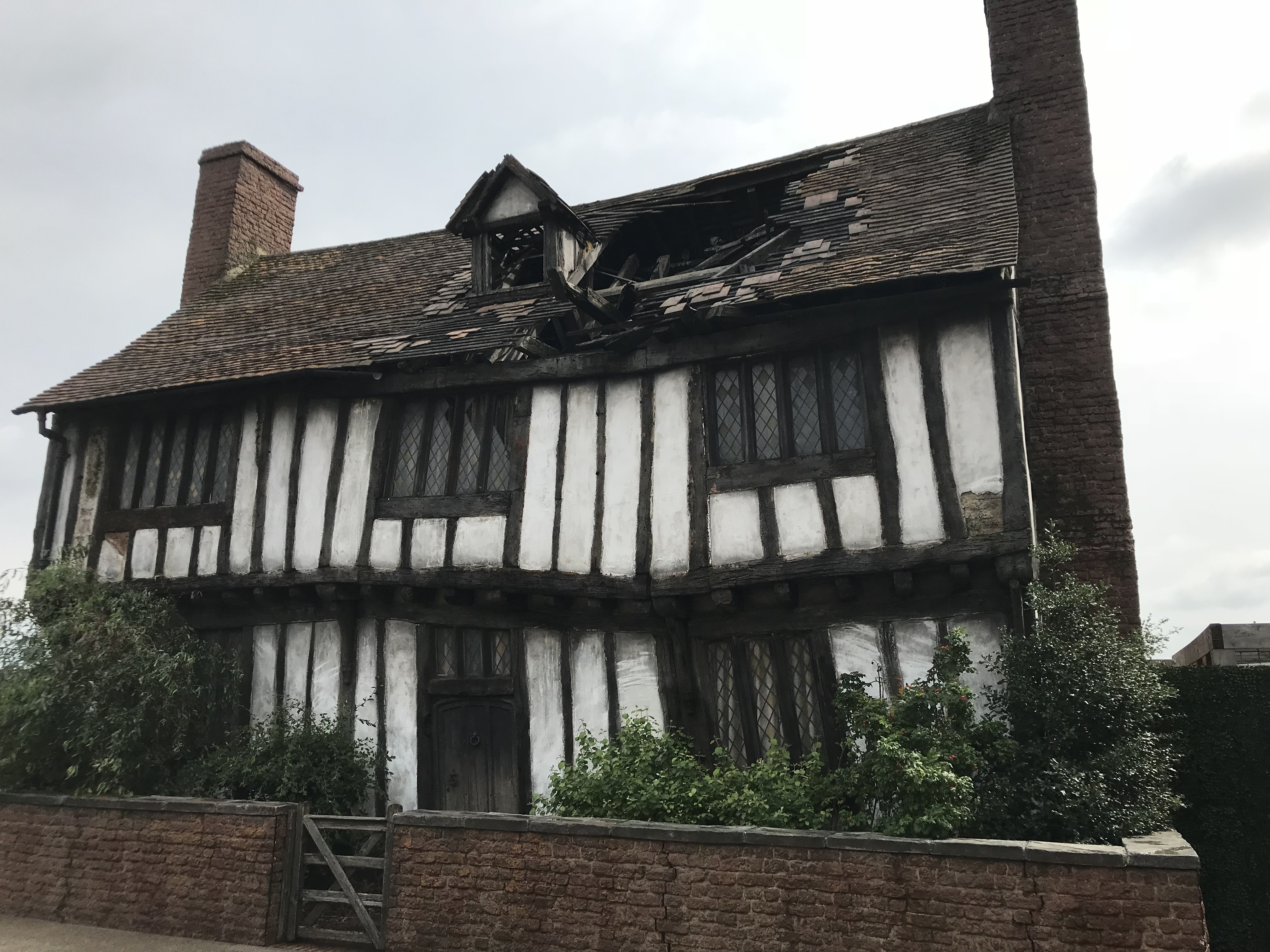
Residência de Harry Potter vista em Harry Potter e as Relíquias da Morte Parte 1 e Harry Potter e as Relíquias da Morte: Parte 2
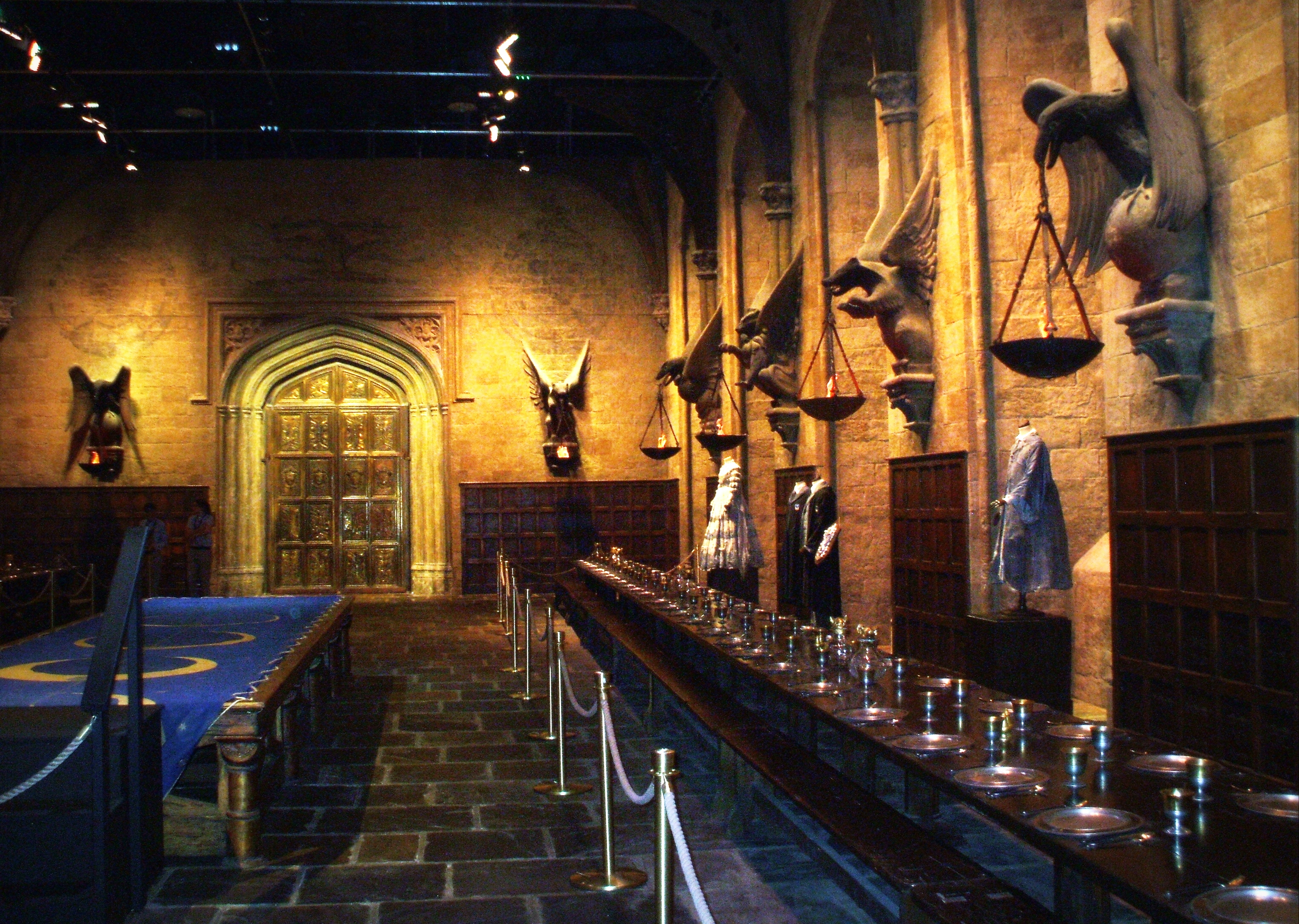
O Salão Principal visto em Harry Potter e a Câmara Secreta
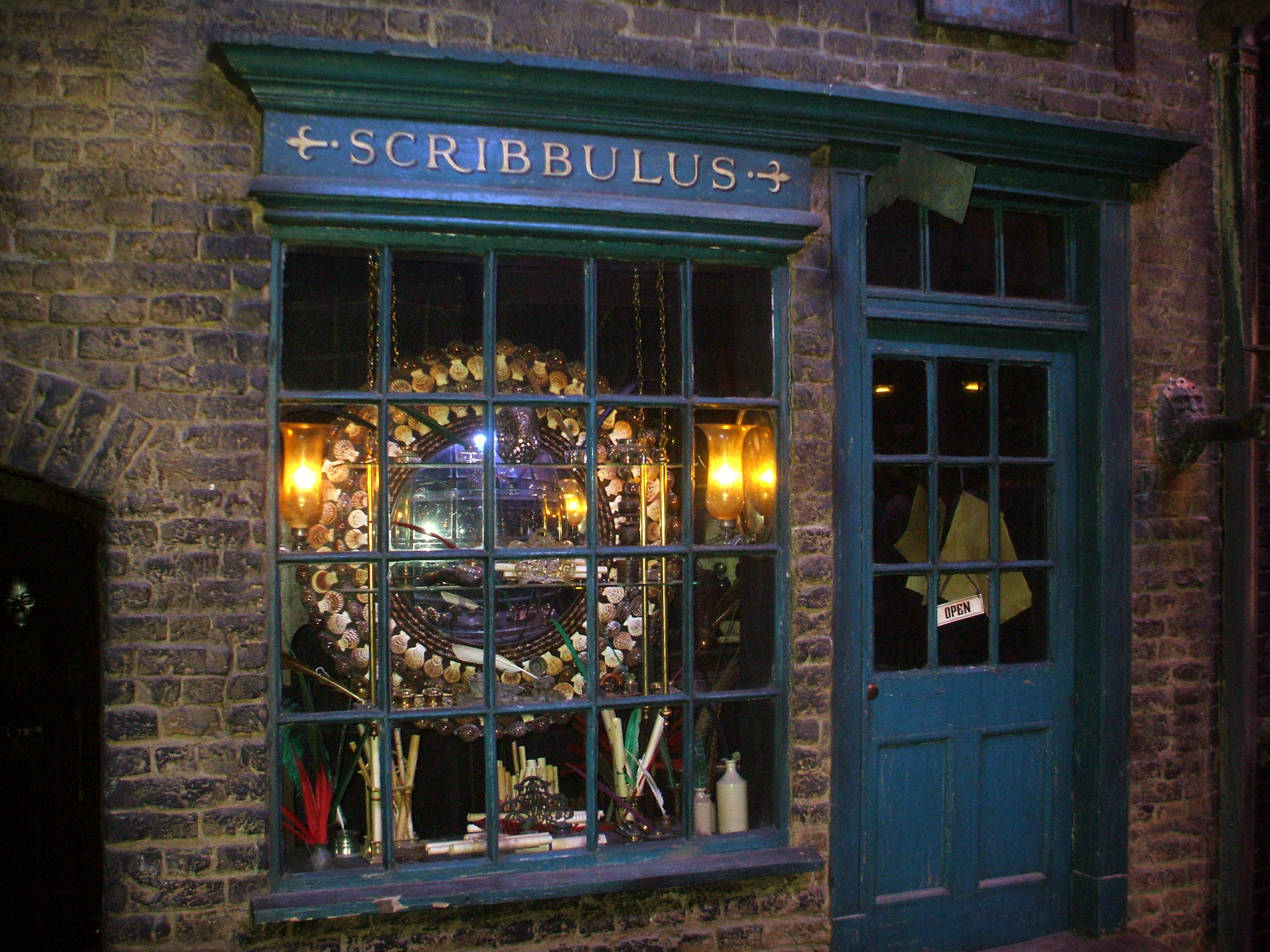
Loja Scribbulus, Beco Diagonal
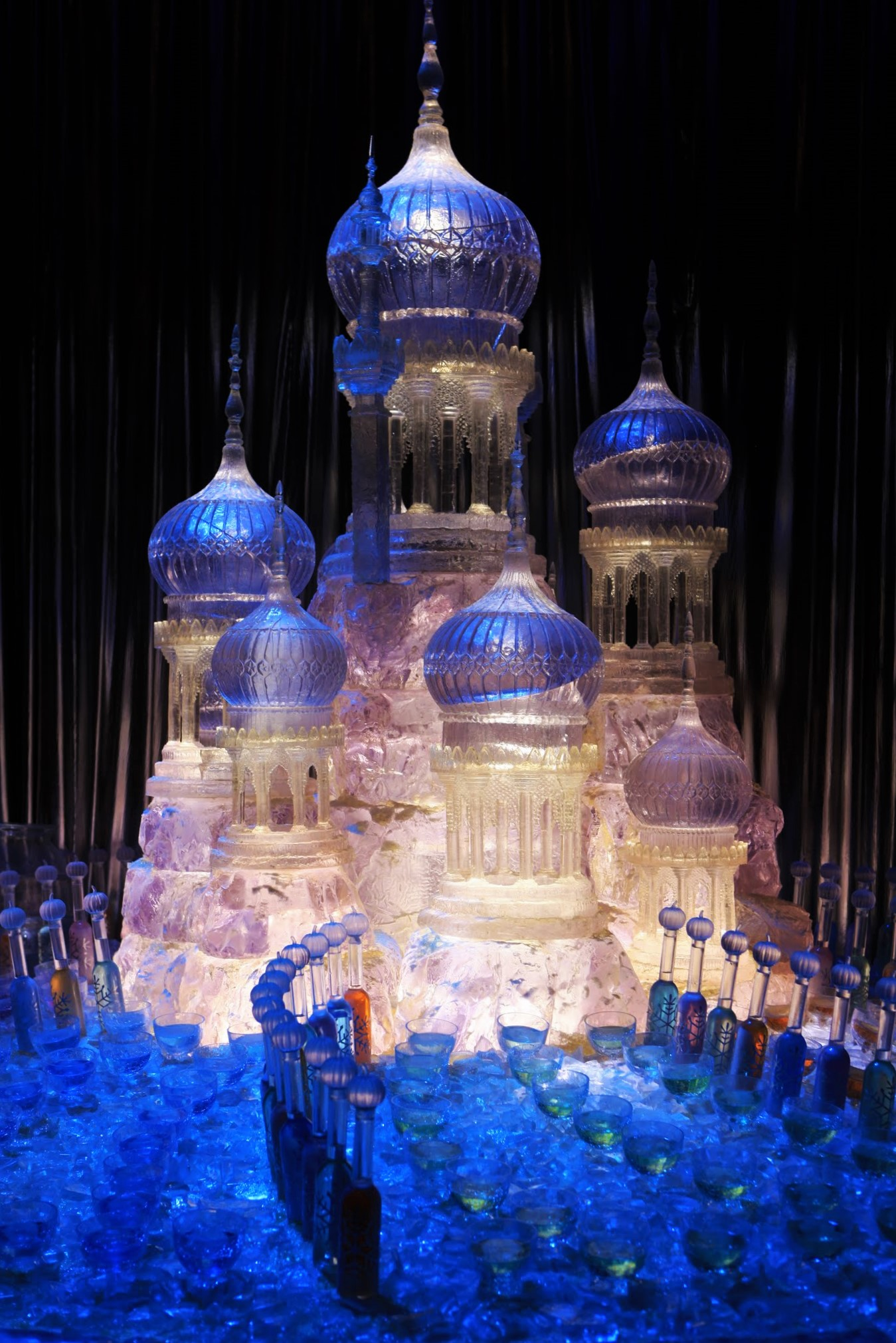
Castelo de Gelo como aparece em Harry Potter e o Cálice de Fogo
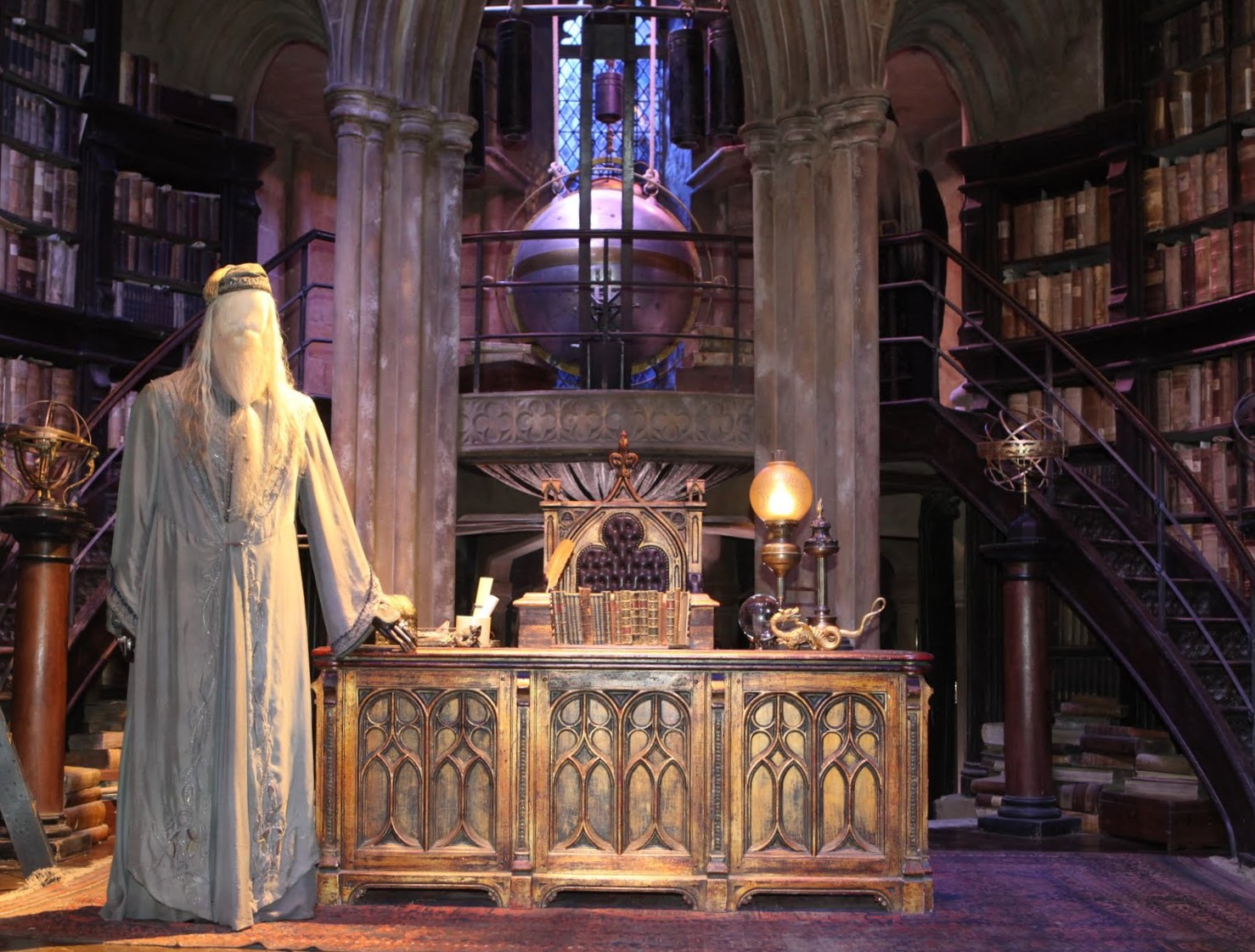
O escritório de Dumbledore conforme retratado no filme Harry Potter e a Câmara Secreta
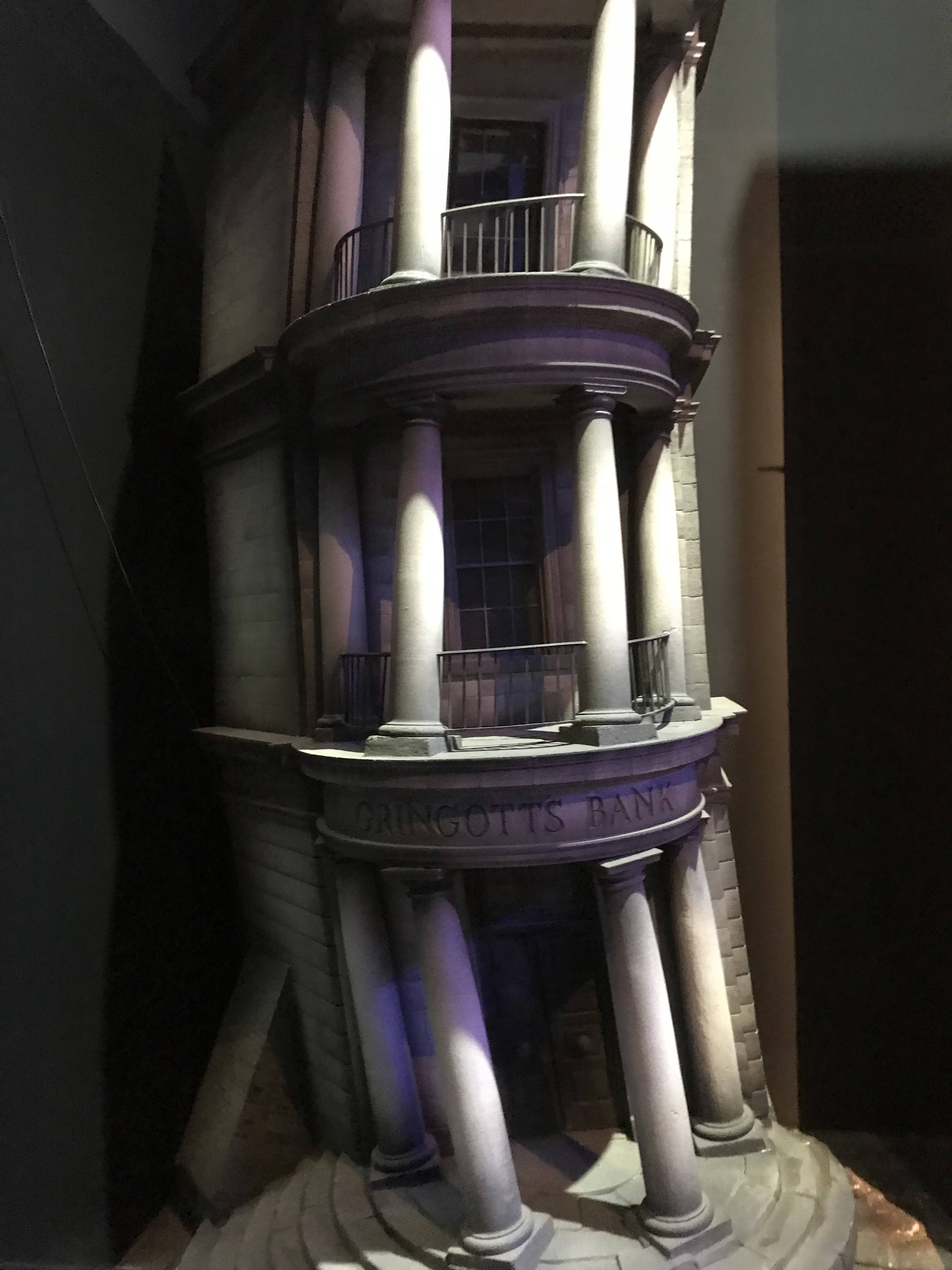
Modelo do Banco Gringotes.
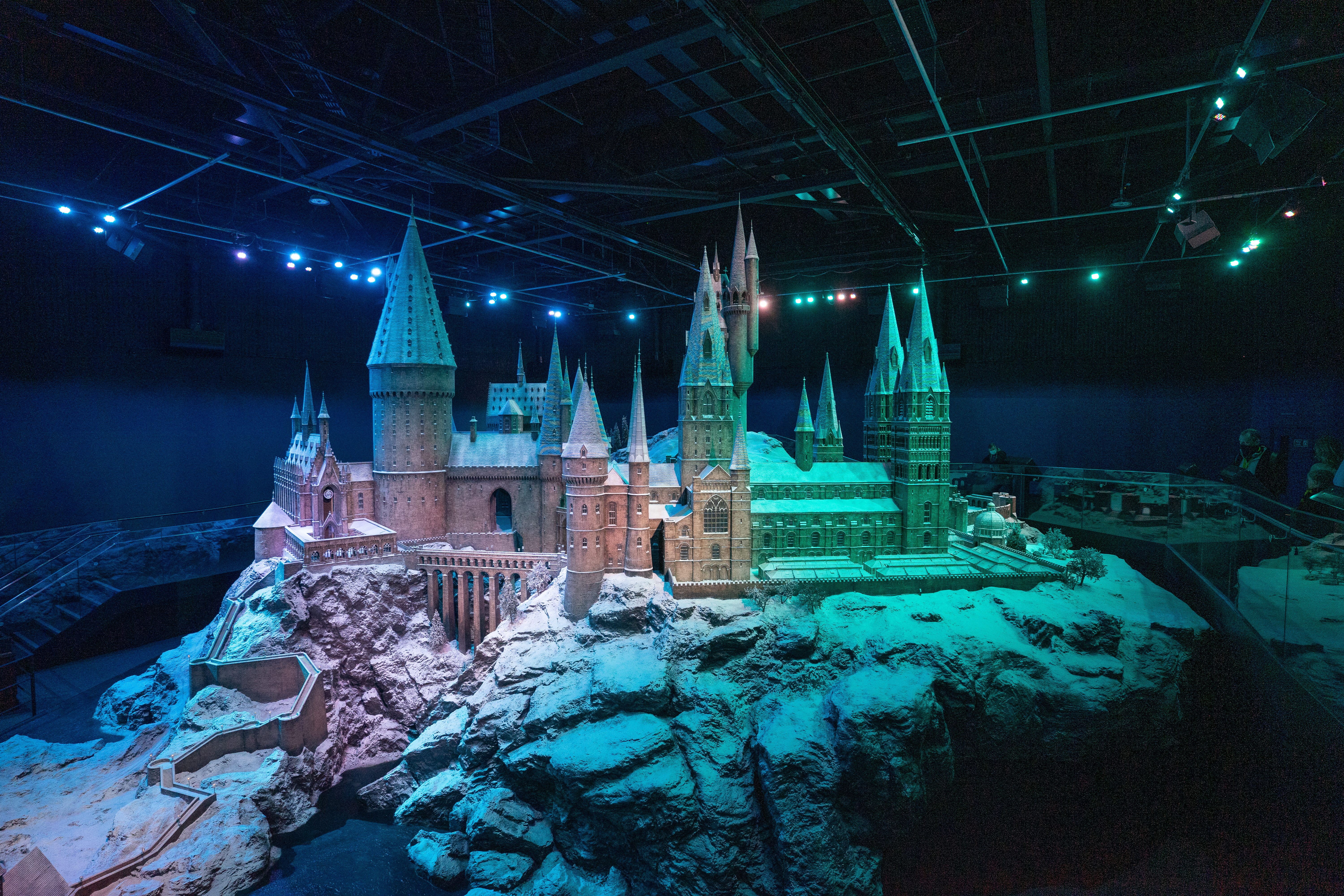
O modelo de Hogwarts em escala 1:24.